# Birgitte Prins
Birgitte Prins (født 3. maj 1963) er en dansk skuespillerinde, der blev uddannet fra Statens Teaterskole i 1990. I tv har hun medvirket i serierne Bryggeren, Charlot og Charlotte og TAXA.

## Udvalgt filmografi
- Retfærdighedens rytter – 1989
- Russian Pizza Blues – 1992
- Elsker dig for evigt – 2002
- Små ulykker – 2002
- Drabet – 2005
- Oskar og Josefine – 2005